# Jackson (Ohio)
Jackson és una població dels Estats Units a l'estat d'Ohio. Segons el cens del 2000 tenia 6.184 habitants.

## Demografia
Segons el cens del 2000, Jackson tenia 6.184 habitants, 2.667 habitatges, i 1.712 famílies. La densitat de població era de 317,9 habitants per km².
Dels 2.667 habitatges en un 30,9% hi vivien nens de menys de 18 anys, en un 45,8% hi vivien parelles casades, en un 14,2% dones solteres, i en un 35,8% no eren unitats familiars. En el 32,4% dels habitatges hi vivien persones soles el 14,6% de les quals corresponia a persones de 65 anys o més que vivien soles. El nombre mitjà de persones vivint en cada habitatge era de 2,32 i el nombre mitjà de persones que vivien en cada família era de 2,91.
Per edats la població es repartia de la següent manera: un 24,7% tenia menys de 18 anys, un 8,9% entre 18 i 24, un 27,8% entre 25 i 44, un 22,2% de 45 a 60 i un 16,3% 65 anys o més.
L'edat mediana era de 38 anys. Per cada 100 dones de 18 o més anys hi havia 80,3 homes.
La renda mediana per habitatge era de 26.728 $ i la renda mediana per família de 33.456 $. Els homes tenien una renda mediana de 31.131 $ mentre que les dones 21.612 $. La renda per capita de la població era de 14.855 $. Aproximadament el 14,6% de les famílies i el 18,7% de la població estaven per davall del llindar de pobresa.

## Poblacions més properes
El següent diagrama mostra les poblacions més properes.